# Guerras dos Mosquetes
Guerras dos Mosquetes foi uma série de até 3.000 batalhas e invasões em toda a Nova Zelândia, bem como nas Ilhas Chatham, entre várias tribos māori entre 1807 e 1845, depois que este povo teve o primeiro contato com mosquetes e, em seguida, envolveu-se em uma corrida armamentista intertribal, a fim de ganhar território ou buscar vingança por derrotas passadas. As batalhas resultaram na perda de entre 20.000 e 40.000 vidas e na escravidão de milhares de māoris, além de alterar significativamente o rohe, ou limites territoriais tribais, antes da imposição do governo colonial europeu na década de 1840. As guerras são vistas como um exemplo do "impacto fatal" do contato indígena com os europeus.